# Sportski centar Čair
Le Sportski centar Čair (en serbe cyrillique : Спортски центар Чаир), également connu sous le nom de Hala Čair (Хала Чаир), est une salle omnisports et une salle polyvalente située à Niš,en Serbie. Elle fait partie d'un complexe situé à environ 1,5 km du centre-ville, dans le parc Čair, comprenant notamment le stade municipal, deux piscines et un hôtel. On y organise des rencontres de basket-ball, de volley-ball et de handball ainsi que des concerts, des spectacles et des séminaires.
Le Sportski centar Čair peut offrir entre 4 000, et 4 800 places assises pour les événements sportifs et jusqu'à 6 500 places pour les concerts. La salle sert de stade résident pour l'équipe de basket-ball du KK Ergonom.

## Historique

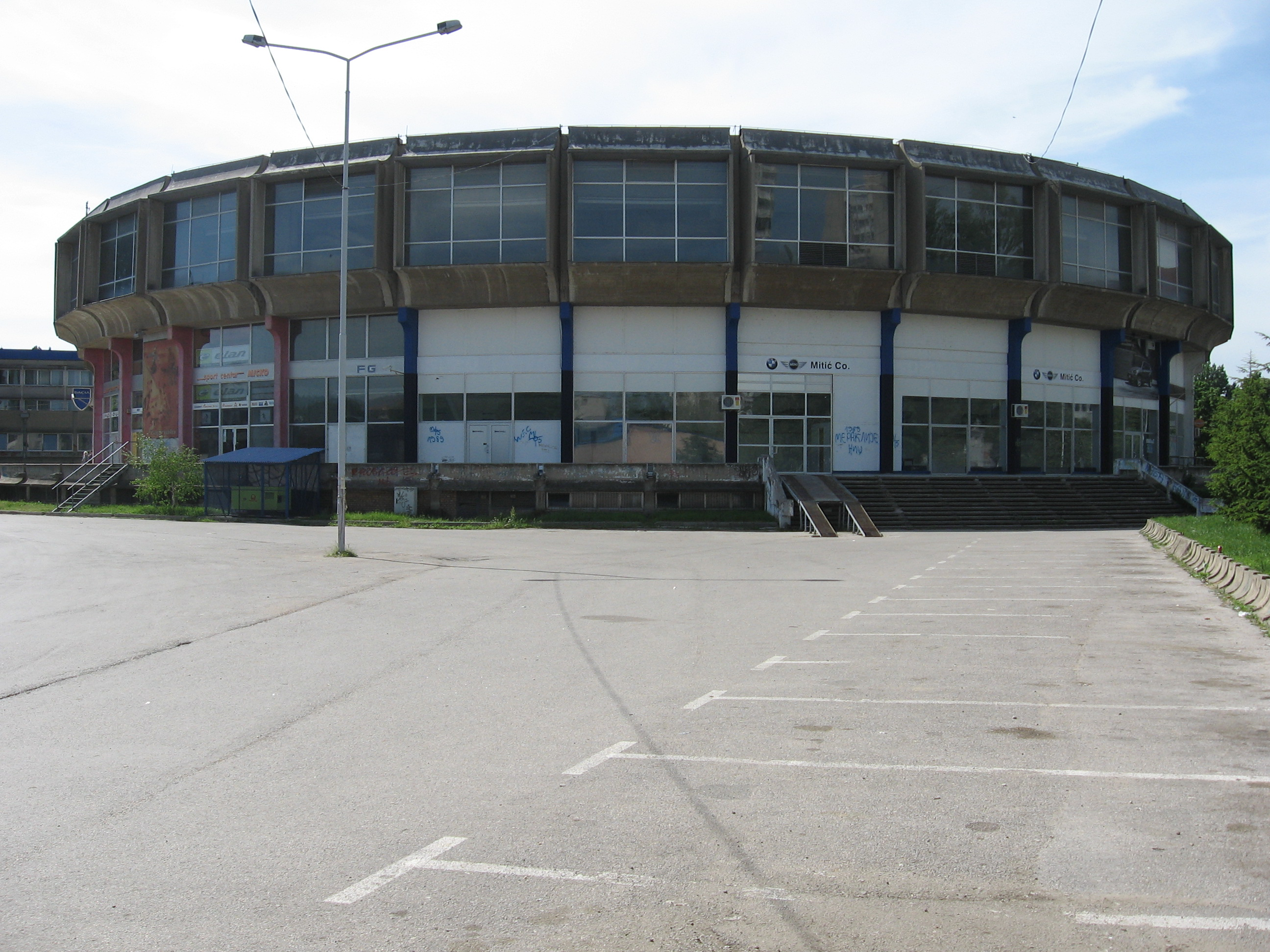
Le Sportski centar Čair en 2010, avant sa reconstruction

Le Sportski centar Čair a été construit en 1974 à proximité du Stadion Čair, le « stade de Čair », inauguré en 1963. La salle a été complètement reconstruite en 2011, pour accueillir le championnat d'Europe de handball masculin 2012 ; cette reconstruction s'est accompagnée d'une augmentation de la capacité en places assises de l'installation, d'une mise à niveau des installations électriques, d'un agrandissement des vestiaires et de la construction d'un centre pour accueillir les médias.
Le premier match dans la salle nouvellement reconstruite a opposé les équipes serbes et grecques de handball féminin le 10 octobre 2011, dans le cadre des qualifications pour le championnat d'Europe de handball féminin 2012.

## Concerts célèbres
- Le 2 février 1975, au cours d'un concert donné dans la salle, Predrag Jovičić, le chanteur du groupe de rock yougoslave San, est mort électrocuté[6].

- Le 8 mars 1998, le groupe de rock serbe Galija a donné un concert dans la salle. L'enregistrement de ce concert a été édité en tant qu'album live sous le titre Ja jesam odavde.

- Le 15 décembre 2011, le groupe de hard rock serbe Kerber a célébré son 30e anniversaire avec un concert dans la salle. Parmi les artistes invités sur scène figuraient Dragoljub Ðuricic, Kornelije Kovač, Dejan Najdanović, Neverne bebe et YU grupa[7].

- Le 8 décembre 2011 Lepa Brena.

## Événements sportifs
- Ligue mondiale de volley-ball 2009
- Championnat d'Europe de handball masculin 2012
- Championnat du monde de handball féminin 2013